# Кукшенери
Кукшене́ри (рос. Кукшенеры, марій. Кукшэҥер) — присілок у складі Звениговського району Марій Ел, Росія. Входить до складу Ісменецького сільського поселення.

## Населення
Населення — 131 особа (2010; 146 у 2002).
Національний склад (станом на 2002 рік):
- марі — 98 %